# DADAレーベル
DADAレーベル（ダダレーベル）は、ASKAが2017年に立ち上げたプライベートレーベルである。

## 解説
ASKAは、2017年に自身のみが所属するレコード・レーベルであるDADAレーベルを立ち上げた。自身が所属しているバンドであるCHAGE and ASKAでもソロでも初の試みであり、ASKAは「レーベルを立ち上げました。『レコード会社を設立』とは、違います。リリースにおいての、全責任を取るということになります。」と自身のブログで報告している。
レーベル名の由来は、「これは、1900年初頭に起こった『ダダイズム』という思想です。通称『ダダ』とも、言われました。『芸術運動』のことです。社会における『通常の概念』や『つまらない常識』に身の丈を合わせることなく、全てを自由の基に、そして発想の基に生きてゆくという思想です」と説明している。

## 所属タレント
- ASKA

## 旧所属タレント
- 村上啓介

## 発売した作品の型番
- DDLB-0001（CD）『Too many people』[2]
- DDLB-0002（DVD）『Too many people Music Video + いろいろ』[3]
- DDLB-0003（Blu-ray）『Too many people Music Video + いろいろ』[4]
- DDLB-0004（CD）『Black&White』[5]
- DDLB-0005（CD）『MAGICAL GUITAR MAN』/ 村上啓介
- DDLB-0009（DVD）『Black&White Music Video』[6]
- DDLB-0010（Blu-ray）『Black&White Music Video』[7]
- DDLB-0011（CD）『ASKA CONCERT TOUR 2019 Made in ASKA -40年のありったけ- in 日本武道館』[8]
- DDLB-0012（DVD）『ASKA CONCERT TOUR 2019 Made in ASKA -40年のありったけ- in 日本武道館』[8]
- DDLB-0013（Blu-ray）『ASKA CONCERT TOUR 2019 Made in ASKA -40年のありったけ- in 日本武道館』[8]
- DDLB-0014（CD）「歌になりたい/Breath of Bless 〜すべてのアスリートたちへ」[9]
- DDLB-0015（CD）『Breath of Bless』[10]
- DDLB-0016（Blu-ray+CD）『ASKA premium ensemble concert -higher ground- 2019>>2020』[11]
- DDLB-0017（Blu-ray）『ASKA CONCERT TOUR 12>>13 ROCKET』[12]
- DDLB-0018（CD）「笑って歩こうよ」[13]
- DDLB-0019（CD）「PRIDE」[14]
- DDLB-0020（Blu-ray+CD）『ASKA premium concert tour -higher ground- アンコール公演2022』
- DDLB-0021（CD）『Wonderful world』[15]
- DDLB-0022（Blu-ray）『ASKA PREMIUM SYMPHONIC CONCERT 2022』※非売品
- DDLB-0023（Blu-ray+CD）『ASKA Premium Concert Tour Wonderful World 2023』
- DDLB-0024（Blu-ray）『ASKA featuring DAVID FOSTER PREMIUM CONCERT 2023』